# United Airlines Tournament of Champions 1981, парний розряд
В парному розряді жіночого тенісного турніру United Airlines Tournament of Champions 1981, що проходив у рамках Туру WTA 1981, Мартіна Навратілова і Пем Шрайвер виграли титул, у фіналі перемігши пару Розмарі Касалс і Венді Тернбулл 6–1, 7–6.

## Основна сітка

### Легенда
| - Q = Кваліфаєр - WC = Вайлд-кард - LL = Щасливий лузер | - Alt = Заміна - SE = Виняток - PR = Захищений рейтинг | - w/o = Без гри - r = Зняття - d = Присуджено перемогу |

|  | 1-ше коло                       | 1-ше коло                       | 1-ше коло                       | 1-ше коло | 1-ше коло |                               |                               | Ultimo turno | Ultimo turno | Ultimo turno | Ultimo turno | Ultimo turno |
|  |                                 |                                 |                                 |           |           |                               |                               |              |              |              |              |              |
|  | Розмарі Казалс Венді Тернбулл   | Розмарі Казалс Венді Тернбулл   | 7                               | 6         |           |                               |                               |              |              |              |              |              |
|  | Кеті Джордан Енн Сміт           | Кеті Джордан Енн Сміт           | 6                               | 1         |           |                               |                               |              |              |              |              |              |
|  | Кеті Джордан Енн Сміт           | Кеті Джордан Енн Сміт           | 6                               | 1         |           | Розмарі Казалс Венді Тернбулл | Розмарі Казалс Венді Тернбулл | 1            | 6            |              |              |              |
|  |                                 |                                 |                                 |           |           | Розмарі Казалс Венді Тернбулл | Розмарі Казалс Венді Тернбулл | 1            | 6            |              |              |              |
|  |                                 | Мартіна Навратілова Пем Шрайвер | Мартіна Навратілова Пем Шрайвер | 6         | 7         |                               |                               |              |              |              |              |              |
|  | Мартіна Навратілова Пем Шрайвер | Мартіна Навратілова Пем Шрайвер | Мартіна Навратілова Пем Шрайвер | 6         | 7         | 6                             | 6                             |              |              |              |              |              |
|  | Мартіна Навратілова Пем Шрайвер | Мартіна Навратілова Пем Шрайвер |                                 |           |           | 6                             | 6                             |              |              |              |              |              |
|  | Барбара Поттер Шерон Волш       | Барбара Поттер Шерон Волш       | 1                               | 2         |           |                               |                               |              |              |              |              |              |